# سارا هيكمان
سارا هيكمان (بالإنجليزية: Sara Hickman)‏ هي كاتبة غنائية وعازفة قيثارة ومغنية أمريكية، ولدت في 1 مارس 1963 في جاكسونفيل في الولايات المتحدة.

## وصلات خارجية
- الموقع الرسمي
- سارا هيكمان على موقع IMDb (الإنجليزية)
- سارا هيكمان على موقع ميوزك برينز (الإنجليزية)
- سارا هيكمان على موقع أول ميوزيك (الإنجليزية)
- سارا هيكمان على موقع ديسكوغز (الإنجليزية)